# Chlerogella terpsichore
Chlerogella terpsichore  (лат.) — вид одиночных пчёл из подсемейства Halictinae (триба Augochlorini, семейство Halictidae). Эндемик Колумбии (департамент Нариньо, Barbacoas). Длина тела 8,22—8,30 мм (самцы крупнее — 8,50—8,64 мм). Длина переднего крыла самок 5,07—5,12 мм, длина головы — 2,35—2,36 мм (ширина — 1,55—1,57 мм). Длина переднего крыла самцов 5,13—5,22 мм, длина головы — 2,37—2,41 мм (ширина — 1,57—1,60 мм). Общая окраска головы и груди в основном бронзовая или металлически-зелёная; ноги и брюшко — желтовато-коричневые. Усики — тёмно-коричневые, кроме желтовато-коричневого скапуса и первых двух члеников жгутика. Опушение состоит из белых и золотистых волосков. Вид описан в 2010 году американским энтомологом Майклом Энджелом (англ. Michael S. Engel; Университет Канзаса, Лоуренс , Канзас, США) и отнесён им к американскому роду пчёл-галиктид Chlerogella Michener, 1954. 